# Ana Isabel Juan Gallardo
Ana Isabel Juan Gallardo (Elda, 1971) és una botànica, taxònoma, i investigadora valenciana, catedràtica de Botànica de la Universitat d'Alacant.
Segons declara Ana Juan en una entrevista a la revista Espores, del Jardí Botànic de la Universitat de València, la seva afició a les plantes li ve de la infància, quan, amb la seva família, passava els estius en una caseta de camp, amb moltes oliveres i envoltada de natura i de les vacances de càmping en serralades de diversos llocs de la península Ibèrica.
Juan s'ha especialitzat en l'estudi del gènere Tamarix (els tamarius), que està distribuït en diversos continents i les seves nombroses espècies són d'identificació difícil. És autora en la identificació i nomenament de noves espècies per a la ciència, a abril de 2015, de cent quinze nous registres d'espècies, especialment de la família Hyacinthaceae, i especialment del gènere Nicipe.
Juan s'interessa també per la divulgació i dirigeix i presenta el programa Naturaleza viva a Ràdio Elda, l'emissora de la SER en el seu poble natal. També participa en activitats per promoure les vocacions científiques entre les noies, com ara les Jornades «Dones i ciència al Botànic».
Apart de la seva activitat professional, Juan és presidenta de l'Associació Espanyola Contra el Càncer Elda–Petrer.